# ستيفن كلانسي
ستيفن كلانسي (بالإنجليزية: Stephen Clancy)‏ هو دراج أيرلندي، ولد في 19 يوليو 1992 في ليمريك في جمهورية أيرلندا.

## وصلات خارجية
- ستيفن كلانسي على موقع الاتحاد الدولي للدراجات (الإنجليزية)
- ستيفن كلانسي على موقع أرشيف الدراجات (الإنجليزية)
- ستيفن كلانسي على موقع إحصائيات الدراجات الإحترافية (الإنجليزية)
- ستيفن كلانسي على موقع نسبة الدراجات (الإنجليزية)